# Vekgröe
Vekgröe (Poa flexuosa) är en gräsart som beskrevs av James Edward Smith. Enligt Catalogue of Life ingår Vekgröe i släktet gröen och familjen gräs, men enligt Dyntaxa är tillhörigheten istället släktet gröen och familjen gräs. Arten är reproducerande i Sverige. Inga underarter finns listade i Catalogue of Life.